# The Persian Version
The Persian Version (dt.: „Die persische Version“) ist ein US-amerikanischer Spielfilm von Maryam Keshavarz aus dem Jahr 2023. Die Hauptrolle übernahm Layla Mohammadi.
Im Januar 2023 feierte der Film beim 39. Sundance Film Festival seine Premiere.
Am 20. Oktober 2023 startete der Film in den US-amerikanischen Kinos und am 14. März 2024 in den deutschen Kinos.

## Handlung
Leila ist iranisch-amerikanischer Abstammung. Sie versucht, ein Gleichgewicht zu finden und ihre gegensätzlichen Kulturen anzunehmen. Sie begegnet anderen mutig und umgeht so Klischees. Als ihr Vater auf eine Herztransplantation angewiesen ist, kommt die gesamte Familie in New York City zusammen.

## Hintergrund und Veröffentlichung
Es handelt sich um den dritten Spielfilm der iranisch-amerikanischen Filmregisseurin, Drehbuchautorin und Produzentin Maryam Keshavarz. Die Hauptrolle der Leila wurde mit Layla Mohammadi besetzt.
Die Weltpremiere des Films erfolgte am 22. Januar 2023 im Rahmen des Spielfilmwettbewerbs des 39. Sundance Film Festivals für US-amerikanische Filme. Die Produktion wurde zudem als Eröffnungsfilm des Filmfests München 2023 ausgewählt.
Am 20. Oktober 2023 erfolgte der Kinostart in den US-amerikanischen Kinos, bevor der Film am 5. Dezember 2023 im amerikanischen Streaming veröffentlicht wurde.
Der deutsche Kinostart erfolgte am 14. März 2024.

## Rezeption
The Persian Version fand mehrheitlich Anklang bei der englischen Filmkritik. Auf der Website Rotten Tomatoes erhielt das Werk unter 83 Prozent der Kritiker bislang Zuspruch. Das Fazit der Seite lautet: „The Persian Version ist ein lebendiges Porträt des Aufeinandertreffens von Kulturen und Generationen und gewinnt durch seine temperamentvolle Besonderheit zusätzliche Resonanz.“ Auf der Website Metacritic erhielt Keshavarz’ Werk dagegen eine Bewertung von 61 von möglichen 100 Punkten, basierend auf 19 ausgewerteten englischsprachigen Kritiken. Dies entspricht gemischten oder durchschnittlichen Bewertungen („mixed or average reviews“).
Die Sundance-Festivaljury zeigte sich bei ihrer späteren Preisvergabe beeindruckt vom Drehbuch. Das Leben einer zerbrochenen Familie werde „über mehrere Generationen hinweg mit Humor, Offenheit, Zuneigung und Verve miteinander“ verbunden.

## Auszeichnungen
The Persian Version erhielt beim Sundance Film Festival 2023 eine Einladung in den Wettbewerb um den Großen Preis der Jury für den besten amerikanischen Spielfilm. Dort gewann der Film den Publikumspreis sowie den Drehbuchpreis (Waldo Salt Screenwriting Award).